# Otus angelinae
Otus angelinae là một loài chim trong họ Strigidae.